# Långsele kyrka
Långsele kyrka är en kyrkobyggnad i Långsele i Härnösands stift. Den är församlingskyrka i Långsele församling.

## Kyrkobyggnaden
Nuvarande kyrkobyggnad uppfördes på en höjd vid norra sidan av Faxälven i nyklassicistisk stil av gråsten och fick en putsad fasad. Kyrkan ersatte en tidigare stenkyrka från 1500-talet. Bygget av nya kyrkan påbörjades 1815 och slutfördes 1828. Ritningen var gjord 1812 av byggmästare Simon Geting, men reviderades av arkitekt Per Wilhelm Palmroth. Arbetet leddes av Lars David Geting son till Simon Geting. Kyrktornet kom att placeras i öster över kor och altare istället för över vapenhuset vid västra sidan, som brukligt är.
År 1956 bytte man ut takbeläggningen mot kopparplåt som då fick ersätta en tidigare spånbeläggning.

## Inventarier
- Predikstol och altaruppsats med förgyllt kors och svepduk är utförda av Olof Hofrén 1856.
- Orgeln tillkom 1849 och har sedan dess byggts om ett antal gånger.
- Kyrkans äldsta mässhake från 1400-talet förvaras numera på Västernorrlands museum.
- En mässhake av rödviolett sammet med guldspetsbroderier är utförd i jugendstil vid 1900-talets början.

## Långsele kyrka 4 juli 2018

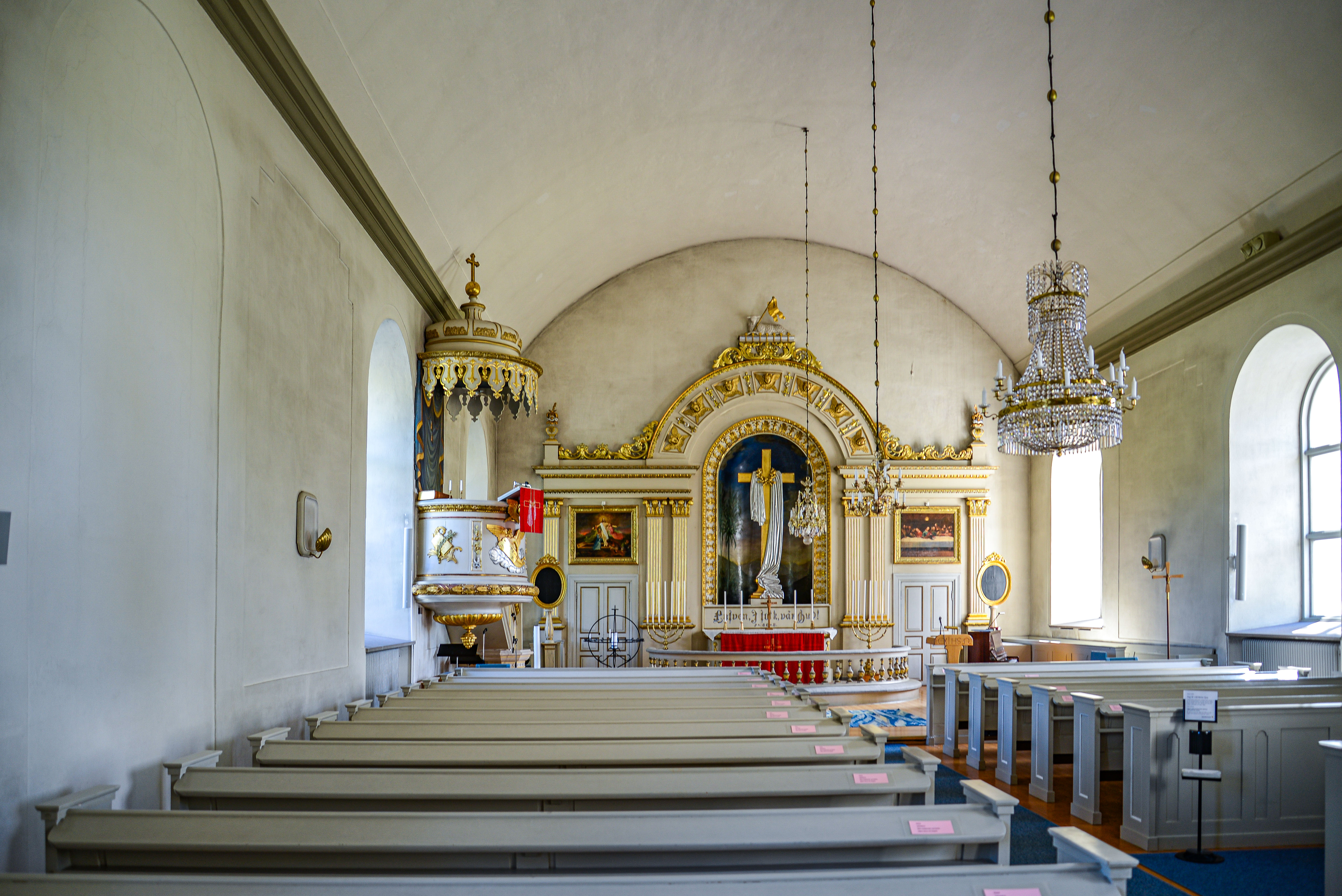
Kyrkorummet mot altaret.
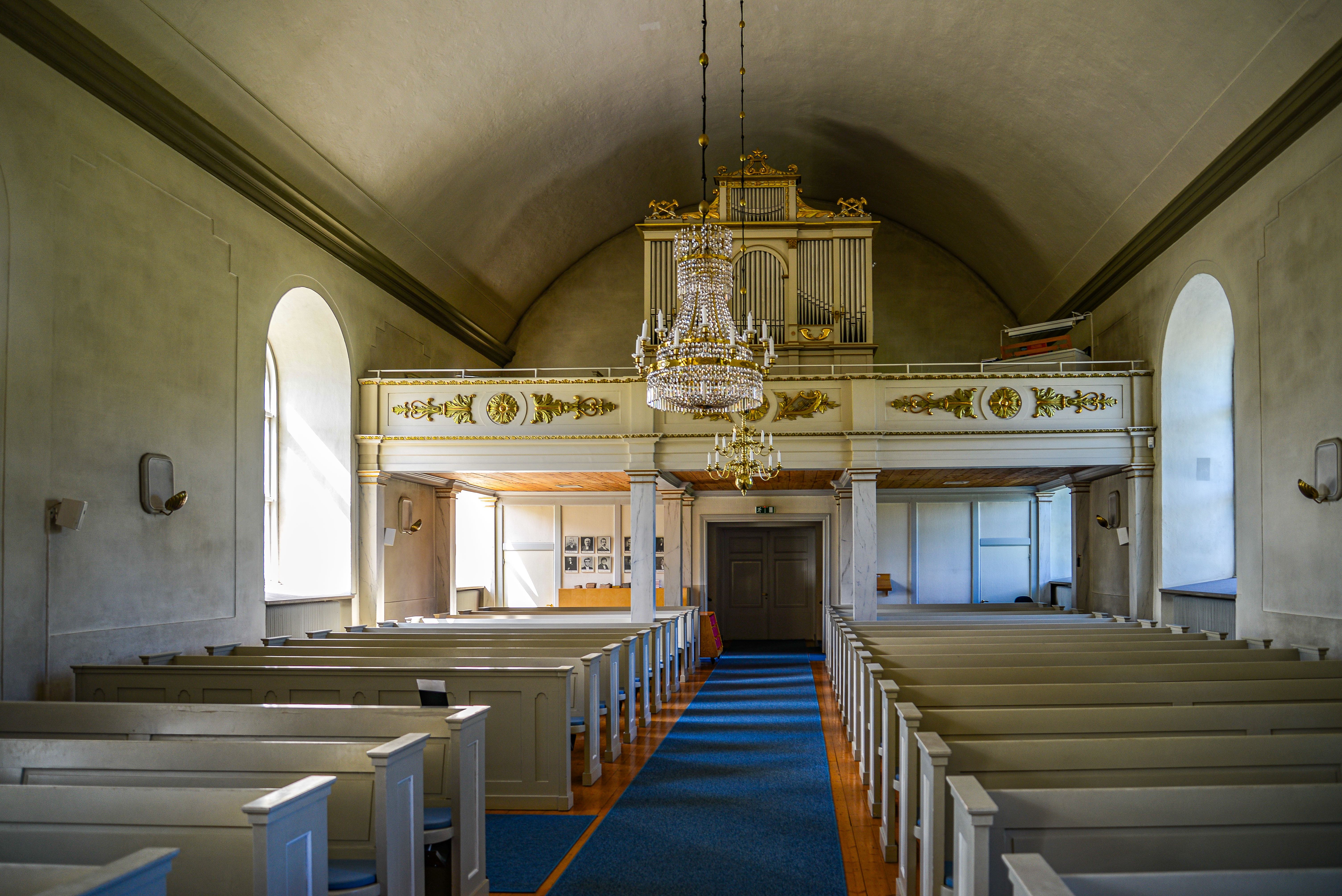
Kyrkorummet mot orgeln.
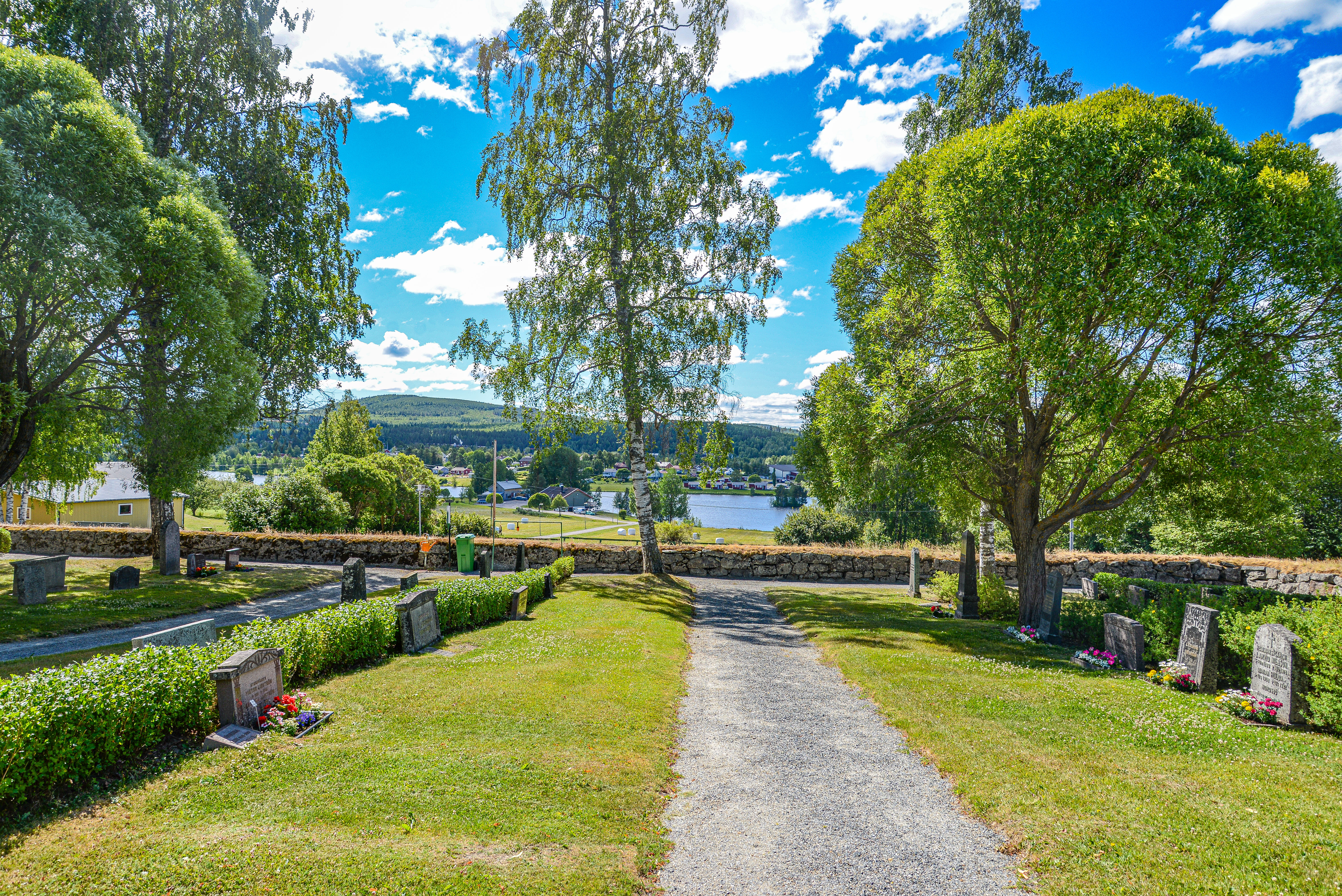
Vy från kyrkan mot Faxälven.
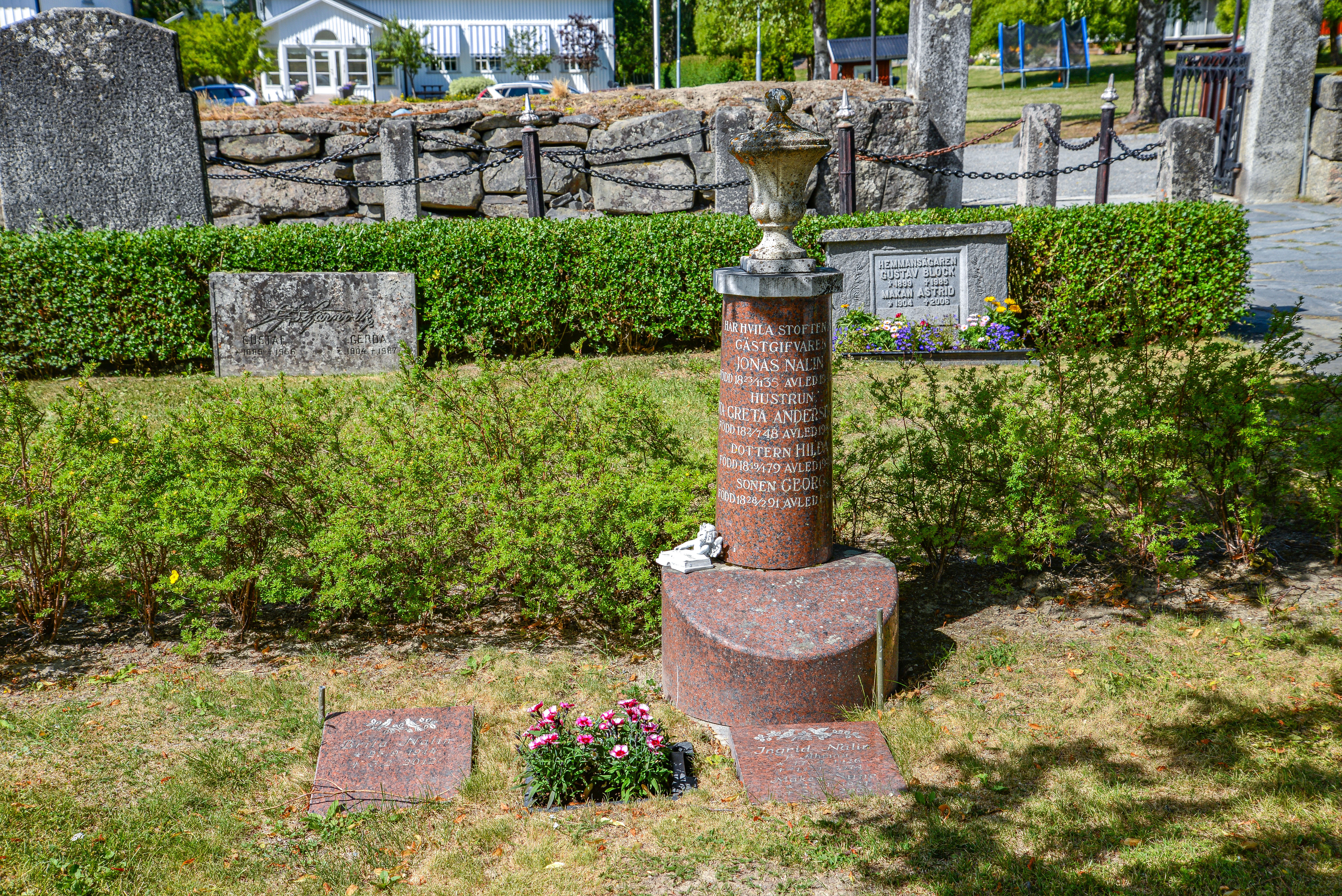
Gravsten på kyrkogården.